# St. John, Ilketshall
St. John, Ilketshall – wieś i civil parish w Anglii, w Suffolk, w dystrykcie East Suffolk. W 2001 civil parish liczyła 42 mieszkańców.